# Stan Brakhage
Stan Brakhage (Kansas City, 14 de janeiro de 1933 — Victoria, 9 de março de 2003) foi um cineasta estadunidense. Dentre suas principais obras estão curtas-metragens, pelos quais o tornaram conhecido: Song 9 & Song 10, The Dante Quartet e Dark Night of the Soul.´

## Principal filmografia
Ao longo de cinco décadas realizou mais de trezentos e cinquenta filmes, destacando-se os seguintes:
- The Way to Shadow Garden (1954);
- The Wonder Ring (1955);
- Wedlock House: An Intercourse (1959);
- Window Water Baby Moving (1959);
- Thigh Line Lyre Triangular (1961);
- Scenes from Under Childhood - Parte 1 (1967);
- Dog Star Man (1961-1968);
- Mothlight (1963);
- The Art of Vision (1965);
- 23rd Psalm Branch (1966-1967);
- The Weir-Falcon Saga (1970);
- eyes (1971);
- Deus Ex (1971);
- The Act of Seeing with One's Own Eyes (1971);
- The Riddle of Lumen (1972);
- Murder Psalm (1980);
- Faust IV (1988);
- Passage Through: A Ritual (1990);
- Delicacies of Molten Horror Synapse (1991).

## Livros
- Metaphors on Vision (1963);